# Guteborn
Guteborn (górnołuż. Wudwor) – gmina w Niemczech w kraju związkowym Brandenburgia, w powiecie Oberspreewald-Lausitz, w krainie Górne Łużyce,  wchodzi w skład urzędu Ruhland.